# ZiU-9
Die Oberleitungsbusse (Obusse) der Bauart ZiU-9 (russisch ЗиУ-9, in deutscher Transkription auch SiU-9) wurden von 1970 bis 2013 im Urizki-Werk (Завод имени Урицкого/Sawod imeni Urizkowo), heute Trolsa (Тролза), in Engels (zunächst Sowjetunion, heute Russland) gebaut. Der ZiU-9 ist Nachfolger des seit 1959 gebauten sowjetischen Standardobusses des Typs ZiU-5 und weltweit der am häufigsten gebaute Obustyp. Insgesamt wurden mehr als 42.000 Stück gebaut.

## Bezeichnung
Der ZiU-9 wird auch als „ZiU-682“ (ЗиУ-9-682) bezeichnet. Die herstellerseitige Nomenklatur wurde bei Beginn der Serienfertigung von „ZiU-9“ auf „ZiU-682“ geändert. Üblicherweise wird „ZiU-9“ aber als Sammelbegriff für alle Unterbauarten weiterhin verwendet, während die Präzisierung bestimmter Unterbauarten in der Regel durch Erweiterung nur der Bezeichnung „ZiU-682“ vorgenommen wird. Häufig wird auch die Bezeichnung „ZiU-682“ auf Exporte beschränkt.

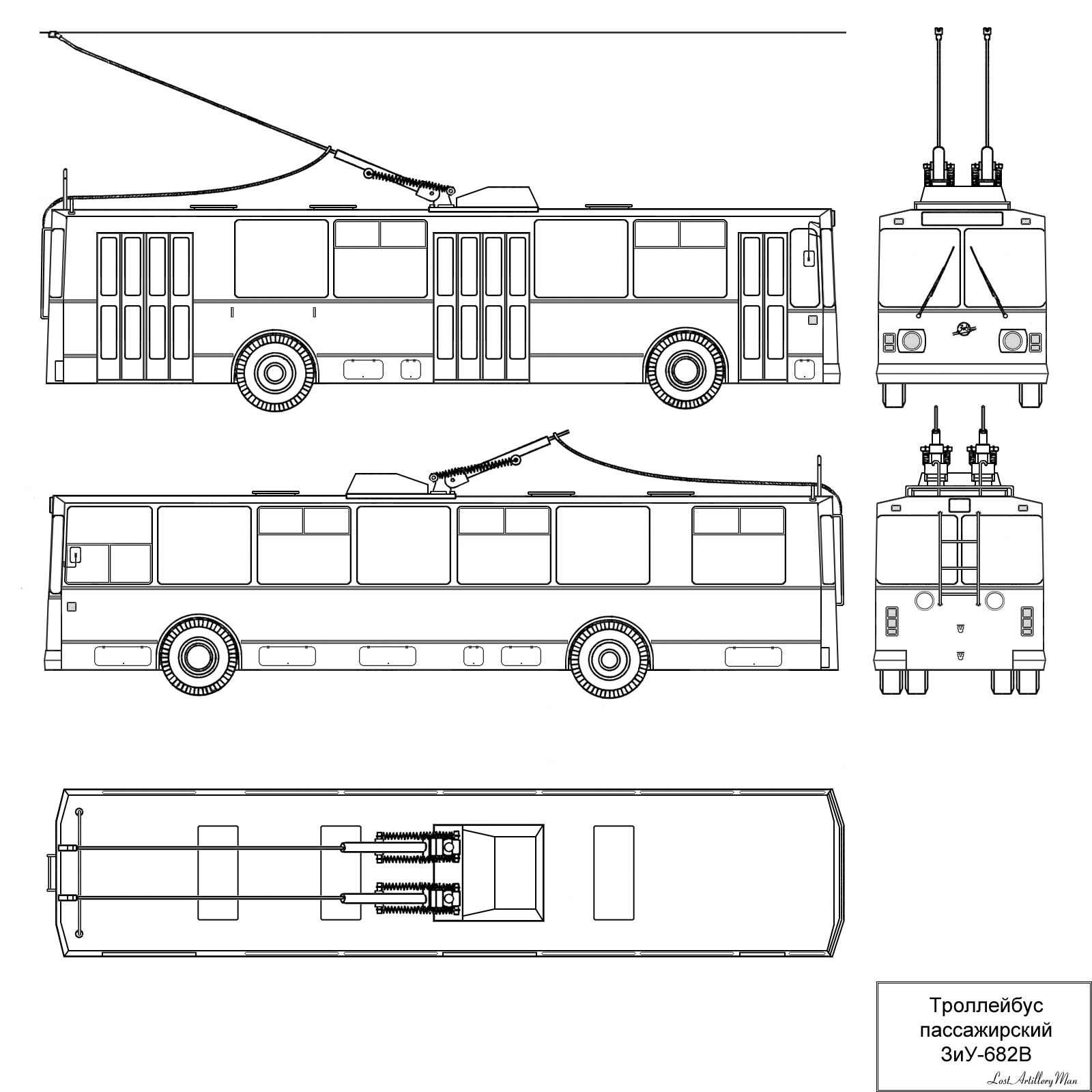
Typenzeichnung des ZiU-9V

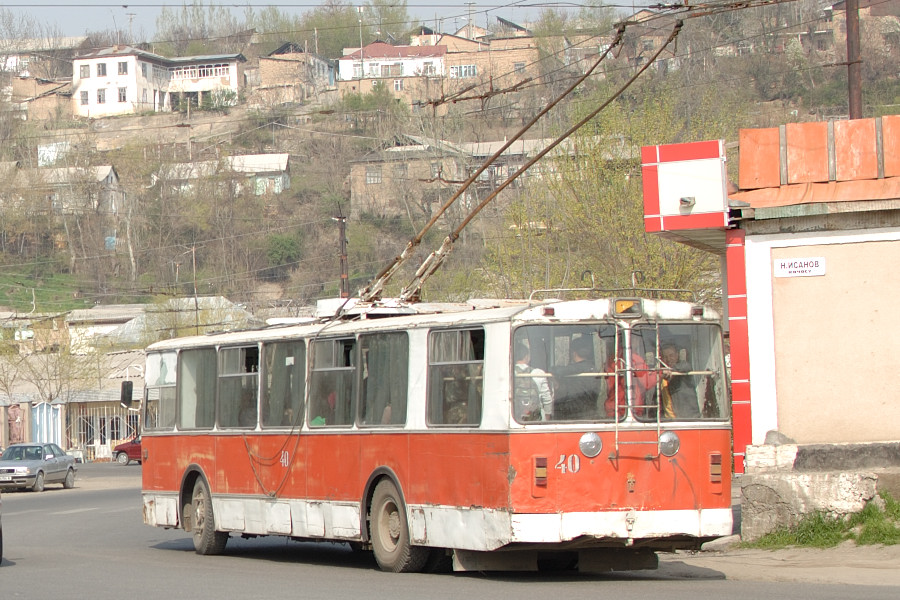
Heckansicht eines ZiU-9V (Osch, 2010)

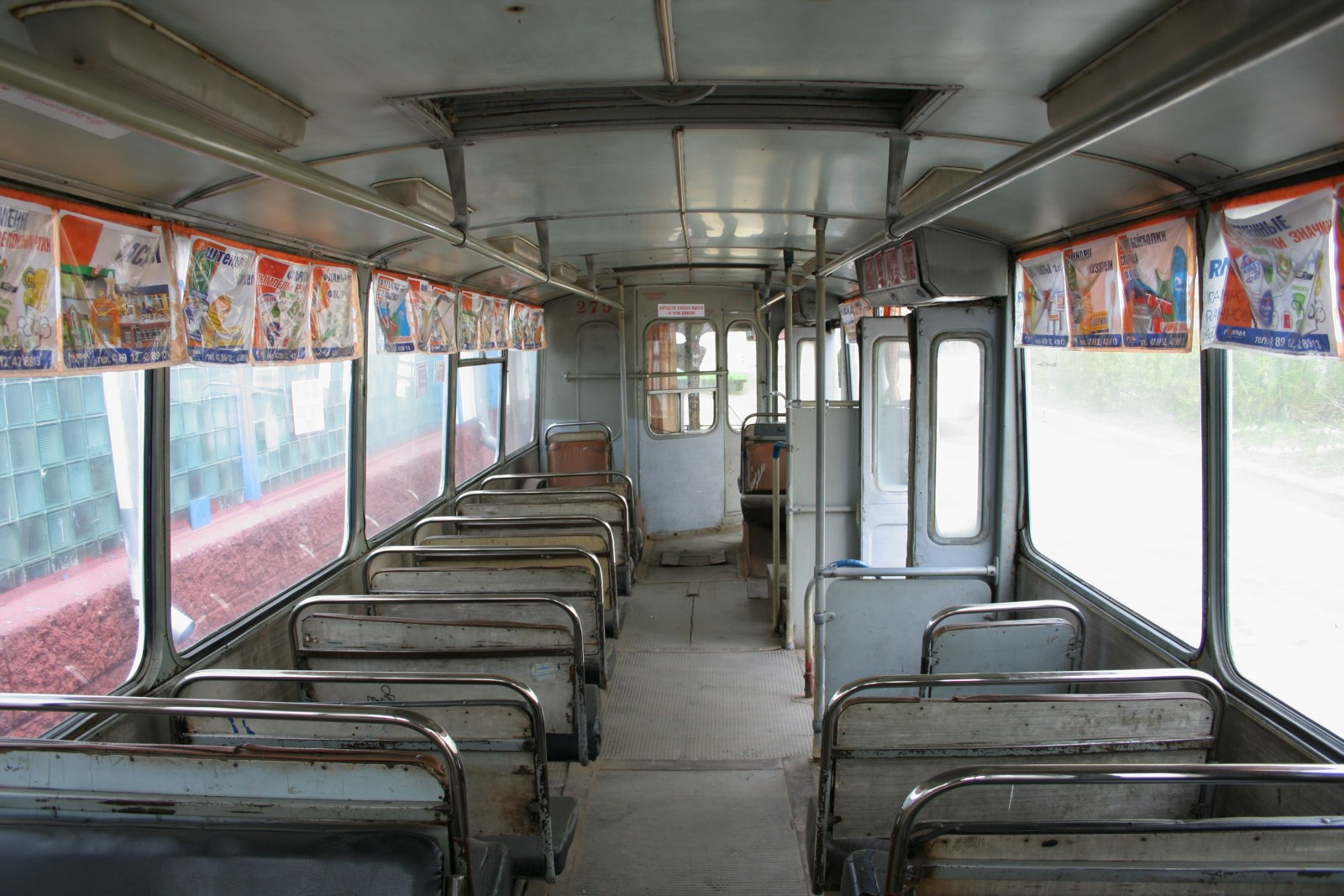
Die vergleichsweise spartanische Inneneinrichtung, hier in einem ZiU-682V aus Tomsk

## Aufbau

### Wagenkasten
Der ZiU-9 ist auf ein zweiachsiges aus Stahl konstruiertes Fahrgestell aufgebaut. Die hintere Achse ist doppelt bereift. Beim Wagenkasten handelt es sich um eine selbsttragende Karosserie, er besteht im Gegensatz zum Aluminiumwagenkasten des ZiU-5 aus Stahl. Die Abmessungen blieben im Vergleich zum ZiU-5 weitgehend unverändert, der Aufbau wurde aber kantiger konstruiert. Dem Wagenkastendesign des ZiU-9 werden häufig Anleihen beim deutschen VÖV-1-Omnibus unterstellt, eine direkte Bezugnahme ist allerdings nicht belegt.
Hauptkritikpunkt beim ZiU-5 war die zweitürige Ausführung, die den Fahrgastwechsel erschwerte. Der ZiU-9 wurde daher dreitürig konstruiert. Die Falttüren des ZiU-9 werden vom Fahrer bedient. Sie waren zunächst elektrisch angetrieben, ab Baujahr 1990 pneumatisch. Die Vordertür ist schmaler als die beiden hinteren ausgeführt. In Anbetracht der ursprünglich üblichen Selbstabfertigung mit Zahlbox oder Fahrscheinen im Vorverkauf stellte dies keinen Mangel dar, da die Fahrer in aller Regel keine Fahrscheine verkauften. Auch die veränderten Abfertigungsverfahren der nachsowjetischen Zeit (Schaffnerbetrieb in Russland und bei den europäischen Nachfolgestaaten, Barzahlung beim Fahrer beim Ausstieg in den asiatischen Nachfolgestaaten) waren mit dieser Türanordnung kompatibel, in letzterem Fall wurde dann teilweise die mittlere Tür dauerhaft verschlossen.

### Elektrische Ausrüstung
Der ZiU-9 ist auf den Betrieb von Oberleitungsbusstrecken mit einer Spannung von 600 Volt ausgelegt. Die Stromabnahme erfolgt über zwei Stromabnehmerstangen auf dem Dach. Das Anlegen der Stangen ist nur von Hand möglich, hierfür sind Fangseile angebracht.
Der Motorentyp wechselte während der Bauzeit mehrmals. Der Motor wird mit 550 Volt betrieben, die Kleinspannungsanlage, die die Innen- und Außenbeleuchtung versorgt, arbeitet mit 24 Volt. Charakteristisch für das Aussehen der ZiU-9 sind die versenkt angeordneten Scheinwerfer, die oft noch durch farblich abgesetzte Lackierung der Vertiefungen hervorgehoben wurden.
Die Rheostate des Fahrschalters sind unter dem Fahrzeugboden angeordnet, erst seit 2000 werden alternativ auch Varianten mit elektrischer Ausrüstung auf dem Dach angeboten.

## Typengeschichte

### ZiU-9 (ЗиУ-9)
Der erste Prototyp wurde 1966 gebaut. Der Motor DK-207G (ДК-207Г) des Typs ZiU-5 wurde für den ZiU-9 übernommen. Von der späteren Serienausführung des ZiU-9 unterschied er sich durch eine markante Liniennummernanzeige oben an der Front ohne Zielschild. 1968 gelangte er in Moskau mit der Nummer 5000 in den Linienverkehr. Vermutlich hatte er ursprünglich zwei Zielschildkästen oben an der Seite, die Identität dieses Prototyps mit dem späteren Moskauer Wagen 5000 ist jedoch nicht restlos gesichert.
1970 entstanden zwei weitere Prototypen für Moskau, die der Serienausführung bereits sehr nahe kamen, sich von ihr aber durch zwei Zielschildkästen an der Seite unterhalb der Fenster. Sie erhielten die Nummern 5002 und 5003.

### ZiU-9A (ЗиУ-9А)
1968 wurde ein Prototyp mit der ungewöhnlichen Breite von 2,68 Metern gebaut und ebenfalls in Moskau erprobt. Er erhielt die Nummer 5001. Für die Serienfertigung entschied man sich für die herkömmliche Breite von 2,50 Metern des ZiU-9.

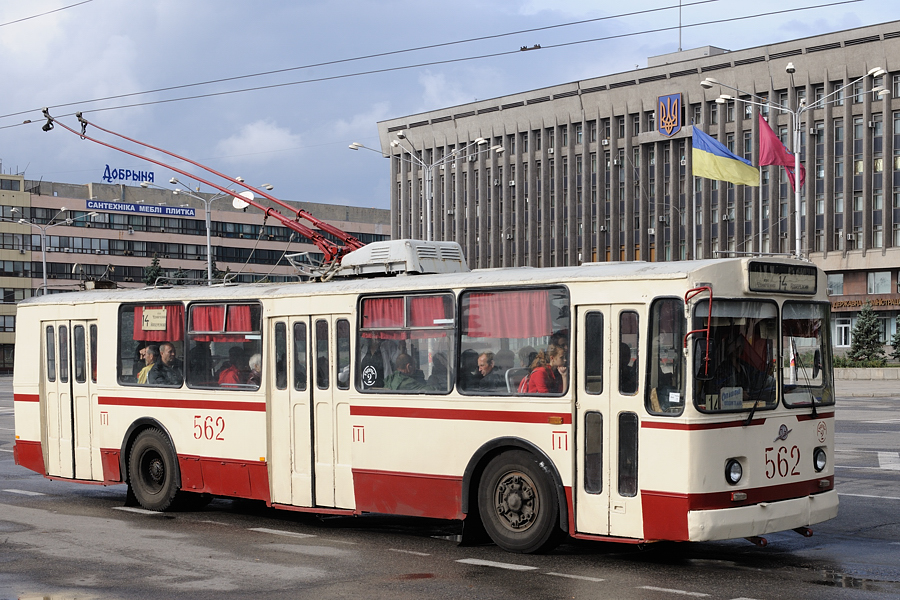
ZiU-682B 562 in Saporischschja (2013)

### ZiU-9B/ZiU-682B (ЗиУ-9Б/ЗиУ-682Б)
Die Serienfertigung begann im August 1972 mit dem Typ ZiU-9B (ЗиУ-9Б), intern als ZiU-682B (ЗиУ-682Б) bezeichnet. Die ersten beiden ZiU-9B wurden an Moskau geliefert und kamen dort mit den Nummern 5004 und 5005 zum Einsatz. Die Zielschildkästen an der Seite entfielen. Noch im selben Jahr wurde die Herstellung des Vorgängertyps ZiU-5 eingestellt. Während der bis 1975 dauernden Bauzeit wurden mehrere Änderungen vorgenommen, ohne dass die Typenbezeichnung geändert wurde. Bereits nach der ersten Serie entfielen der bis dahin von den Fahrzeugseiten umlaufende Wulst und die Lüftungsschlitze oben an der Front. Ab 1973 wurden Motoren des Typs ДК-210 (DK-210) mit erhöhter Leistung eingebaut, ab 1974 wurden die Radausschnitte abgerundet.
Die ZiU-9B wurden weit überwiegend bereits in den 1980er Jahren ausgemustert. In Saporischschja befindet sich noch ein ZiU-9B des Baujahrs 1975 im Linienverkehr. In Sankt Petersburg ist ein weiterer ZiU-9B als betriebsfähiges Museumsfahrzeug erhalten. Die für das Baujahr 1973 typischen eckigen Radausschnitte sind allerdings nicht original, sondern wurden bei der Aufarbeitung als Museumsobus wiederhergestellt. Ein ZiU-9B der ersten Serie ist in Tscheboksary als Denkmal erhalten.
| |  |
| ZiU-682V, links in der ursprünglichen, bis 1985 gebauten Ausführung (Osch, 2010), rechts in der ab 1985 gebauten Ausführung (Donezk, 2007) |  |

### ZiU-9V/ZiU-682V (ЗиУ-9В/ЗиУ-682В)
1975 wurden die Erfahrungen aus den ersten Einsatzjahren in einem neuen Typ, dem ZiU-9V/ZiU-682V (ЗиУ-9В/ЗиУ-682В) umgesetzt. Die wesentlichste Änderung war die Umstellung der Federung von Rückstoßfedern auf Blattfedern.
1984 wurde zugunsten eines verstärkten Unterbaus die bis dahin bestehende Absenkung der hinteren Plattform aufgegeben und ein ebener Boden eingeführt. Ab 1985 wurde für die bestehende Bauart die Bezeichnung ZiU-682V00 (ЗиУ-682В00) verwendet.
Ebenfalls 1985 erfolgte eine markante äußerliche Änderung, die sich aber nicht in einer veränderten Typenbezeichnung widerspiegelte. Die bis dahin unter den Scheinwerfern angeordneten Blinker und Standleuchten wurden seitdem in vergrößerter Ausführung neben den Scheinwerfern untergebracht.
ZiU-682V-012/ZiU-682V0A (ЗиУ-682-012/ЗиУ-682В0А)
Mit dem Übergang zum Untertyp ZiU-682V-012/ZiU-682V0A (ЗиУ-682-012/ЗиУ-682В0А) 1988 wurden Motoren des Typs DK-213 (ДК-213) eingebaut. Sie hatten eine geringfügig erhöhte Leistung von 115 kW.
ZiU-682V-013/ZiU-682V0V (ЗиУ-682-013/ЗиУ-682В0В)
Der Untertyp ZiU-682V-013/ZiU-682V0V (ЗиУ-682-013/ЗиУ-682В0В) von 1990 brachte als einzige Neuerung die Umstellung der Türen von elektrischem auf pneumatischen Antrieb.
ZiU-9V1/ZiU-682V1 (ЗиУ-9В1/ЗиУ-682В1)
Nicht alle sowjetischen Obusbetriebe hatten von den russischen MTB-82 auf die Nachfolgemodelle ZiU-5 und ZiU-9 umgestellt. In den nichtrussischen Sowjetrepubliken waren seit 1962 bei zahlreichen Betrieben, darunter auch viele neu eröffnete, Škoda 9Tr aus tschechoslowakischer Produktion im Einsatz. Mitte der 1970er Jahre häuften sich bei Fahrzeugen zum Ende der normativen Nutzungsdauer von 15 Jahren schwere Korrosionsschäden, die zum Ausfall der Obusse führten. Dies wurde vom Ministerrat der UdSSR zum Anlass genommen, die Beendigung des Imports von Obussen aus der Tschechoslowakei zu verfügen, zumal sich das Urizki-Werk für in der Lage erklärt hatte, allein den Bedarf der Sowjetunion an neuen Obussen zu decken. Kiew, die Hauptstadt der Ukrainischen SSR war eine der Städte, die ausschließlich Škoda 9Tr im Einsatz hatte. Dort waren bereits 1974 Versuche mit zwei ZiU-9B durchgeführt worden, die zum Ergebnis hatten, dass ZiU-9 auf den in Kiew zahlreichen Strecken mit Steigungen von mehr als fünf Prozent nicht einsetzbar waren. Aufgrund der zentralen Entscheidung musste nun erneut die Tauglichkeit von ZiU-9 geprüft werden. Hierzu wurde ein ZiU-9V mit einem Motor des Typs ДК-211 (DK-211) und verbesserten Bremsen ausgerüstet, der eine deutlich erhöhte Leistung von 170 kW hatte. Diese Variante erhielt die Typenbezeichnung ZiU-9V1 (ЗиУ-9В1). Weitere Forderungen des Kiewer Verkehrsbetriebs, unter anderem zur Verlegung der Rheostaten auf das Dach, wurden nicht erfüllt. Der ZiU-9B1 mit der Betriebsnummer 101 absolvierte Probefahrten in Kiew mit mäßigem Ergebnis, insbesondere die Überhitzung der Rheostate und des Motors wurde bemängelt. Weitere Versuche waren auf der steigungsreichen Überlandstrecke des Krymskyj trolejbus vorgesehen. Hierbei brach überhitzungsbedingt ein Brand aus, die Versuche wurden daraufhin beendet. Nur wenige Verkehrsbetriebe stellten dann tatsächlich auf die Beschaffung von ZiU-9 um, die Importe von Škoda 9Tr wurden fortgesetzt. Der ZiU-9V1 wurde dennoch in geringer Stückzahl in Serie gebaut. Die leistungsverstärkten Motoren kamen später serienmäßig im ZiU-10 zum Einsatz.
Der ZiU-682V ist die am längsten und häufigsten gebaute Bauart des ZiU-9. Bei manchen Einsatzbetrieben ist sie bereits vollständig verschwunden, bei vielen Betrieben aber noch in größerer Stückzahl anzutreffen, insbesondere außerhalb Russlands. Die ursprüngliche Variante mit Blinkern und Bremsleuchten unter dem Scheinwerfer ist jedoch nur noch bei wenigen Betrieben in geringer Stückzahl im Einsatz.

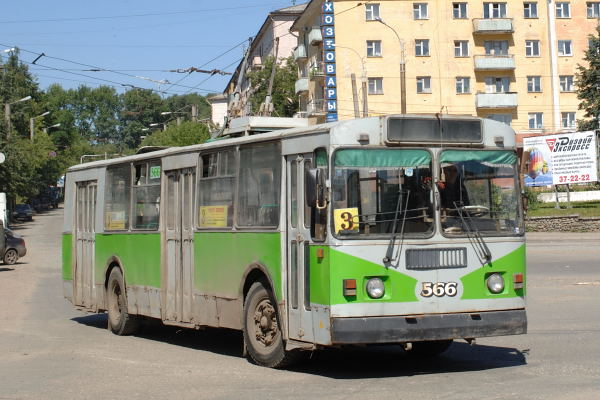
ZiU-682G 566 in Kirow (2007)

### ZiU-9G/ZiU-682G (ЗиУ-9Г/ЗиУ-682Г)
1988 wurden Prototypen einer modernisierten Variante als Typ ZiU-9G/ZiU-682G (ЗиУ-9Г/ЗиУ-682Г) gebaut, die Serienfertigung begann 1991. Die auffälligste Änderung ist ein Lüftungsgitter an der Front. Die Fahrerkabine wurde neu gestaltet und der Fahrersitz höher positioniert.
Durch die Auflösung der Sowjetunion 1991 endete die zentrale Versorgung der Verkehrsbetriebe mit neuen Obussen. Während die russischen Verkehrsbetriebe (aufgrund der veränderten wirtschaftlichen Situation nur noch in reduziertem Ausmaß) weiterhin ZiU-9 beschafften, kauften die Verkehrsbetriebe in den nichtrussischen Nachfolgestaaten ZiU-9 nur noch aufgrund individueller Bestellung, wobei hier einerseits teilweise einheimische Konkurrenzprodukte zur Verfügung standen, andererseits aber auch die Beschaffung neuer Obusse aus wirtschaftlichen Gründen oft noch drastischer als in Russland reduziert werden musste. In Georgien beispielsweise gelangten nach dem Ende der Sowjetunion überhaupt keine neuen Obusse mehr zum Einsatz. Aus diesem Grund beschränkt sich der Einsatz des Typs ZiU-682G weitgehend auf Russland, außerhalb Russlands sind nennenswerte Stückzahlen nur bei kasachischen, kirgisischen und bei einzelnen ukrainischen Verkehrsbetrieben anzutreffen. Der ZiU-682G wurde in der Ursprungsversion ZiU-682G00 (ЗиУ-682Г00) bis 1996 gebaut.
ZiU-9G1/ZiU-682G1 (ЗиУ-9Г1/ЗиУ-682Г1)
Auch der ZiU-682G wurde in einer steigungstauglicheren Variante mit dem 150-kW-Motor DK-211 angeboten. Diese Version wurde als ZiU-9G1/ZiU-682G1 (ЗиУ-9Г1/ЗиУ-682Г1) bezeichnet.
ZiU-682G-012/ZiU-682G0A (ЗиУ-682Г-012/ЗиУ-682Г0А)
Ab 1997 wurde die Höhe des Fahrersitzes wieder etwas reduziert, dieser Untertyp wird als ZiU-682G-012/ZiU-682G0A (ЗиУ-682Г-012/ЗиУ-682Г0А) bezeichnet.
ZiU-682G-014/ZiU-682G0E (ЗиУ-682Г-014/ЗиУ-682Г0Е)
Parallel zum ZiU-682G-012 wurde ab 1998 der Untertyp ZiU-682G-014/ZiU-682G0E (ЗиУ-682Г-014/ЗиУ-682Г0Е) eingeführt, der sich durch einen statischen Umformer und Stoffsitze unterscheidet.

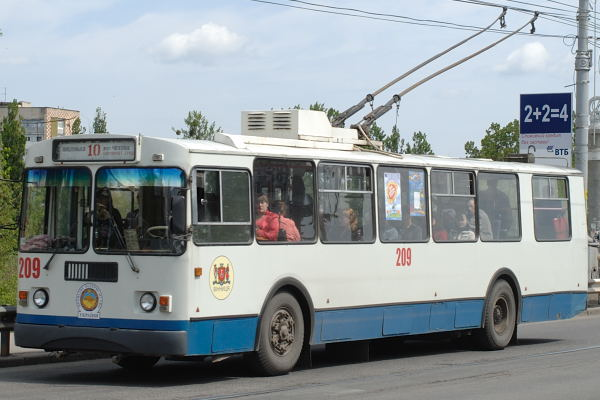
ZiU-682G-016 (012) 209 in Winnyzja (2008)

### ZiU-682G-016/ZiU-682G0M (ЗиУ-682Г-016/ЗиУ-682Г0М)
Die bisherigen Änderungen führten noch 1998 zu einem neuen Grundtyp, dem ZiU-682G-016 (ЗиУ-682Г-016). Der Aufbau besteht bei diesem Typ aus verzinktem Stahl, wodurch der Korrosionsschutz verbessert wurde. Der elektrische Aufbau wurde überarbeitet und zeitgemäßen Sicherheitsanforderungen angepasst. Ein typisches Merkmal von ZiU-682G-016 späterer Baujahre ist eine Einbuchtung in der Stoßstange. Der ZiU-682G-016 befand sich neben jüngeren Typen auch noch 2010 im Angebot von Trolsa, tatsächlich endete der Bau aber bereits 2009. Unter der Bezeichnung ZiU-682G-016 (012) P (ЗиУ-682Г-016 (012) П) wurde 2005 und 2006 eine Variante mit der veränderten Front des ZiU-682G-016.02 gebaut. Modernisierungen älterer Typen unter Verwendung neuer Wagenkästen wurden als ZiU-682G-016 (012) bezeichnet.
ZiU-52642 (ЗиУ-52642)
Ab 1995 wurde bei einigen Versuchsexemplaren die elektrische Ausrüstung von Fahrzeugboden auf das Dach verlagert. Diese Prototypen kamen überwiegend in Moskau zum Einsatz. Eine Serienfertigung unterblieb aufgrund diverser Schwierigkeiten.
ZiU-682G-017/ZiU-682G0N (ЗиУ-682Г-017/ЗиУ-682Г0Н)
Beim ab 2000 angebotenen Untertyp ZiU-682G-017/ZiU-682G0N (ЗиУ-682Г-017/ЗиУ-682Г0Н) wurde erstmals serienmäßig die elektrische Ausrüstung auf das Dach verlagert, es wurden aber weiterhin konventionelle Komponenten verwendet. Weitere Änderungen betreffen den Innenraum und dessen Beleuchtung. Seit 2002 wird der ZiU-682G-017 als ZiU-682G-016 (017) bezeichnet, er wurde seitdem auch mit der veränderten Front des ZiU-682G-016.02 angeboten.
ZiU-682G-018/ZiU-682G0P (ЗиУ-682Г-018/ЗиУ-682Г0Р)
Der ab 2001 angebotene Untertyp ZiU-682G-018/ZiU-682G0P (ЗиУ-682Г-018/ЗиУ-682Г0Р; seit 2002 ZiU-682G-016 (018) bezeichnet) übernimmt alle Neuerungen des Typs ZiU-682G-017, die elektrische Ausrüstung ist aber weiterhin unter dem Fahrzeugboden angeordnet. Auch dieser Typ wurde auf Wunsch mit der Front des ZiU-682G-016.02 geliefert.
ZiU-682GP0 (ЗиУ-682ГП0)
Für Moskau wurden von 1997 bis 1999 einige ZiU-682-016 mit der Front des nicht mehr der ZiU-9-Serie zuzurechnenden Typs Trolsa 5264.01 Stoliza gebaut.

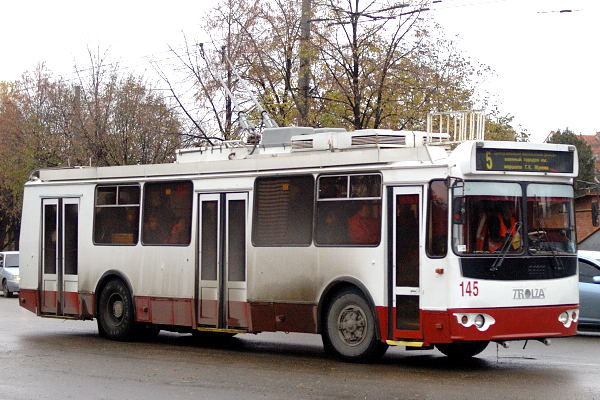
ZiU-682G-016.02 145 in Krasnodar (2008)

### ZiU-682G-016.02 (ЗиУ-682Г-016.02)
Ab 2002 wurde eine Variante des ZiU-682G-016 mit modernerem Erscheinungsbild gebaut. Die Front ist beim Typ ZiU-682G-016.02 (ЗиУ-682Г-016.02) vollständig neu gestaltet und aus Kunststoff aufgebaut, zudem sind Innenschwingtüren anstelle der klassischen Falttüren eingebaut. Die elektrische Ausrüstung wurde auf dem Dach angeordnet. Weitere Modernisierungen betreffen den Fahrgastraum. Eine Variante mit Vordertür doppelter Breite wurde für Moskau und Rostow am Don gebaut. Seit 2009 wird statt des ZiU-682G-016.02 der ZiU-682G-016.04 angeboten.

### ZiU-682G-016.03 (ЗиУ-682Г-016.03)
Ab 2004 wurde eine weitere Variante angeboten. Der Typ ZiU-682G-016.03 (ЗиУ-682Г-016.03) unterscheidet sich vom ZiU-682G-016.02 durch einen verstärkten Rahmen. 2009 wurde der Typ ZiU-682G-016.03 durch den Typ ZiU-682G-016.05 ersetzt.

### ZiU-682G-016.04 (ЗиУ-682Г-016.04)
Seit September 2009 wurde eine geringfügig veränderte Variante des ZiU-682G-016.02 als ZiU-682G-016.04 angeboten. Wesentlichster Unterschied ist die Option einer elektronischen Linienanzeige im Fahrgastraum.

### ZiU-682G-016.05 (ЗиУ-682Г-016.05)
Der ZiU-682G-016.05 ist die Variante des ZiU-682G-016.04 mit verstärktem Rahmen.

## Einsatz

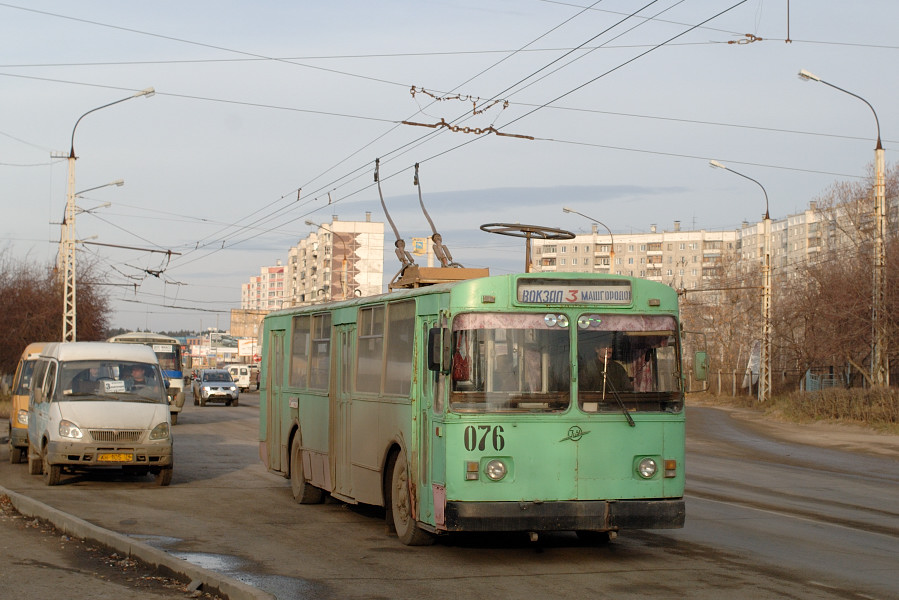
ZiU-682V in Miass (2008)

### Einsatz in der RSFSR und in Russland
Während sowjetischer Zeit wurden ausnahmslos alle russischen Obusbetriebe, auch der nach wenigen Betriebsjahren stillgelegte Betrieb in Katschkanar, mit ZiU-9 ausgestattet. Importe beschränkten sich immer auf Einzelstücke zu Versuchszwecken. Nach dem Ende der Sowjetunion wurden weit überwiegend ZiU-9 weiterbeschafft.
Die ZiU-9 ersetzten bis Mitte der 1980er Jahre die Vorgängerbauart ZiU-5. Ab 1986 wurden sie teilweise durch die dreiachsige Gelenkwagenausführung ZiU-10 ergänzt.

### Einsatz in anderen Unionsrepubliken und deren Nachfolgestaaten
Außer für Russland wurde der ZiU-9 auch für die übrigen Unionsrepubliken produziert. Anders als in Russland bestand dort jedoch eine Konkurrenzsituation zu Obussen anderer Hersteller, in erster Linie zu den Typen Škoda 9Tr und später Škoda 14Tr. Dies führte dazu, dass der ZiU-9 nur in zwölf von vierzehn Unionsrepubliken zum Einsatz kam, in Estland und Litauen war er hingegen nie anzutreffen.
Armenien
Armenien wurde weit überwiegend mit Škoda-Obussen versorgt. Lediglich an den Obusbetrieb in der Hauptstadt Jerewan (heute der einzige noch bestehende Obusbetrieb) wurden auch ZiU-9 geliefert, ihr Einsatz ist jedoch beendet.
Aserbaidschan
Bei allen aserbaidschanischen Obusbetrieben wurden ZiU-9 eingesetzt, in Mingəçevir und Naxçıvan ausschließlich. In Baku, Kirowabad (heute Gəncə) und Sumqayıt wurden dagegen auch Škoda-Obusse eingesetzt, in der Hauptstadt Baku bildeten sie die Mehrheit des Fahrzeugebestands. Nachbeschaffungen nach dem Ende der Sowjetunion erfolgten nicht, heute sind alle aserbaidschanischen Obusbetriebe stillgelegt.
Georgien

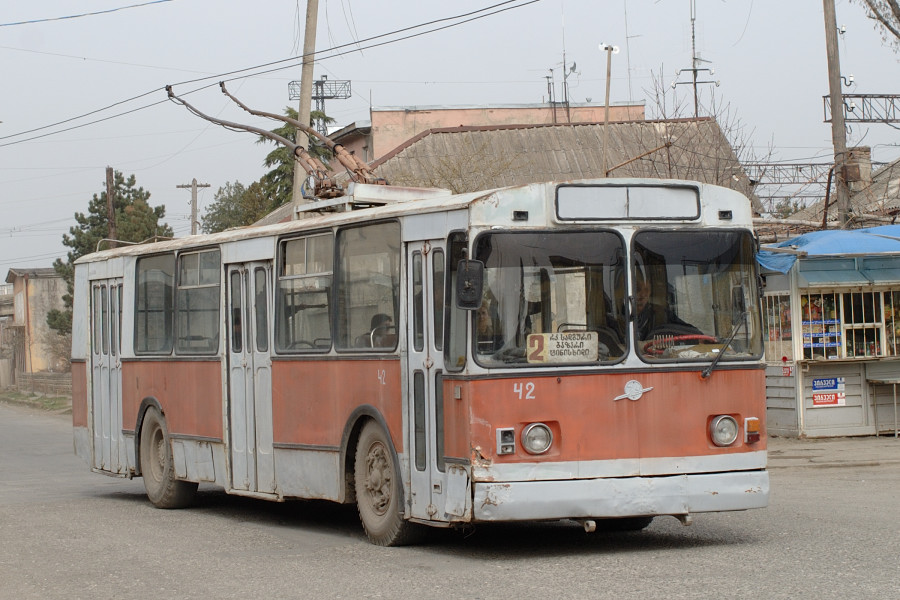
ZiU-682V in Gori (2008)

In Georgien dominierten lange Zeit Škoda-Obusse. Üblicherweise erhielt der Betrieb in Tbilissi Neufahrzeuge und gab ältere Obusse an kleinere Städte in Georgien ab. Die parallel beschafften ZiU-9 gelangten dagegen direkt an kleinere Betriebe. Durch die Übernahme eines großen Teils des Athener ZiU-9-Bestands 2003/2004 gelangten weitere ZiU-9 an die zu dieser Zeit noch bestehenden Obusbetriebe (außer Sochumi und Tschiatura). Neubeschaffungen nach dem Ende der Sowjetunion erfolgten nicht.
Der Obusbetrieb im nicht unter georgischer Kontrolle stehenden Sochumi erhielt 2005 sieben ZiU-682G des Baujahrs 2005 und acht ZiU-682G-016 der Baujahre 2001/2002 vom Obusbetrieb in Moskau.
Kasachstan
Die Obusbetriebe in Kasachstan erhielten durchgängig ZiU-9, Almaty und Astana jedoch auch Škoda 14Tr. Der Bedarf nach dem Ende der Sowjetunion wurde teilweise mit ZiU-9, zum größeren Teil aber aus landeseigener und belarussischer Produktion gedeckt.
Kirgisistan

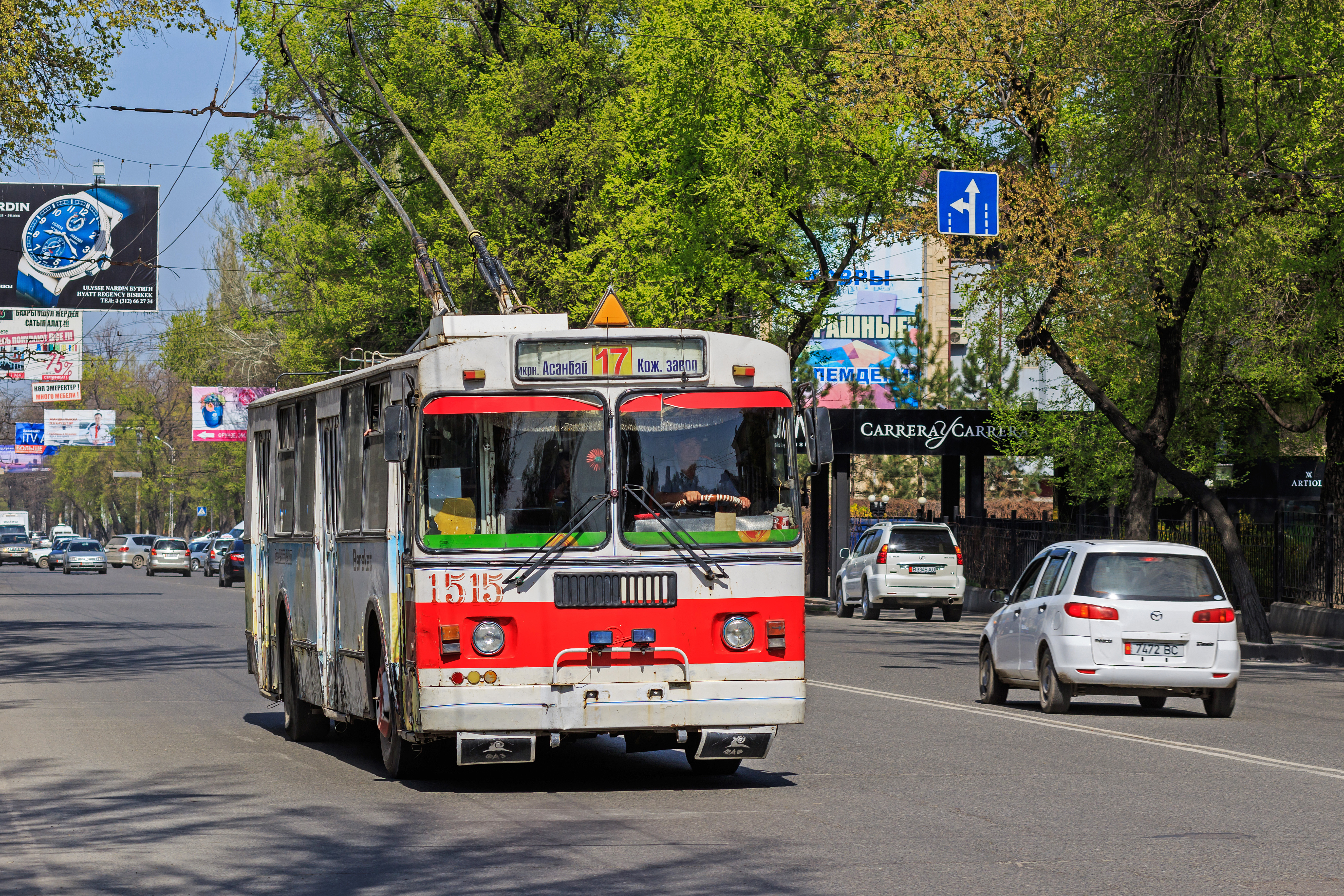
ZiU-682G in Bischkek (2016)

Für den Oberleitungsbus Bischkek und den Oberleitungsbus Osch war der ZiU-9 der Standardtyp, nach dem Ende der Sowjetunion bezogen beide Betriebe noch ZiU-682G. Der 1994 eröffnete Oberleitungsbus Naryn erhielt gebrauchte ZiU-9 aus Bischkek.
Lettland
Der einzige lettische Obusbetrieb in Riga wurde im Wesentlichen mit Škoda-Obussen ausgestattet. Lediglich 1978 wurden zwölf ZiU-9 nach Riga geliefert.
Moldawien
Die drei zu sowjetischen Zeiten bestehenden Obusbetriebe in Bălți, Chișinău und Tiraspol wurden mit ZiU-9 ausgestattet. Der Betrieb in Solonceni wurde 1992 mit einem gebrauchten ZiU-9 aus Chișinău eröffnet. Der 1993 eröffnete Betrieb in Bender wurde ebenfalls mit ZiU-9 ausgestattet. Die beiden miteinander verbundenen Obusbetriebe Tiraspol und Bender im nicht unter moldawischer Kontrolle stehenden transnistrischen Landesteil erhielten später gebrauchte ZiU-9 aus Moskau und Minsk.
Tadschikistan
Die beiden tadschikischen Obusbetriebe in Duschanbe und Leninabad (heute Chudschand) wurden mit ZiU-9 ausgerüstet. In Duschanbe lief die Beschaffung von ZiU-9 weiter, 2005 und 2009 wurden Obusse des Typs ZiU-682G-016 geliefert, die seitdem den gesamten Fahrzeugbestand bilden.
Turkmenistan
Der einzige turkmenische Obusbetrieb in Aşgabat erhielt ZiU-9, die aber inzwischen alle ersetzt wurden, überwiegend durch Škoda 14Tr.
Ukraine

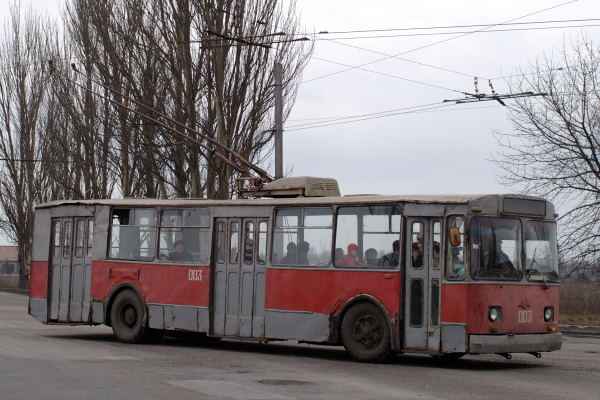
ZiU-682V in Wuhlehirsk (2007)

Etliche ukrainische Obusbetriebe wurden mit Škoda 9Tr beziehungsweise 14Tr versorgt, andere mit ZiU-9, wobei in aller Regel der Hersteller nicht gewechselt wurde. Ausnahmen sind die Obusbetriebe in Kommunarsk (heute Altschewsk) und Luzk, die von Škoda 9Tr auf ZiU-9 umstellten, sowie Mariupol, wo von Škoda 9Tr über ZiU-9 auf Škoda 14Tr gewechselt wurde. Einsatzschwerpunkt der ZiU-9 ist der Süden der Ukraine.
Nach dem Ende der Sowjetunion etablierten sich in der Ukraine mit unterschiedlichem Erfolg neue Obushersteller. In Dnepropetrowsk, Kiew und Lemberg wurden Obusse gebaut, mit denen die meisten Obusbetriebe ihren deutlich reduzierten Bedarf deckten. Der Typ ZiU-682G wurde daher nur noch an wenige Betriebe geliefert (z. B. Winnyzja). Die Nachfrage nach Obussen aus Trolsa-Produktion verstärkte sich jedoch deutlich mit der Verfügbarkeit des Typs ZiU-682G-016.02 und seiner verwandten Bauarten, die in zahlreichen südukrainischen Obusbetrieben zum Einsatz kommen.
Usbekistan

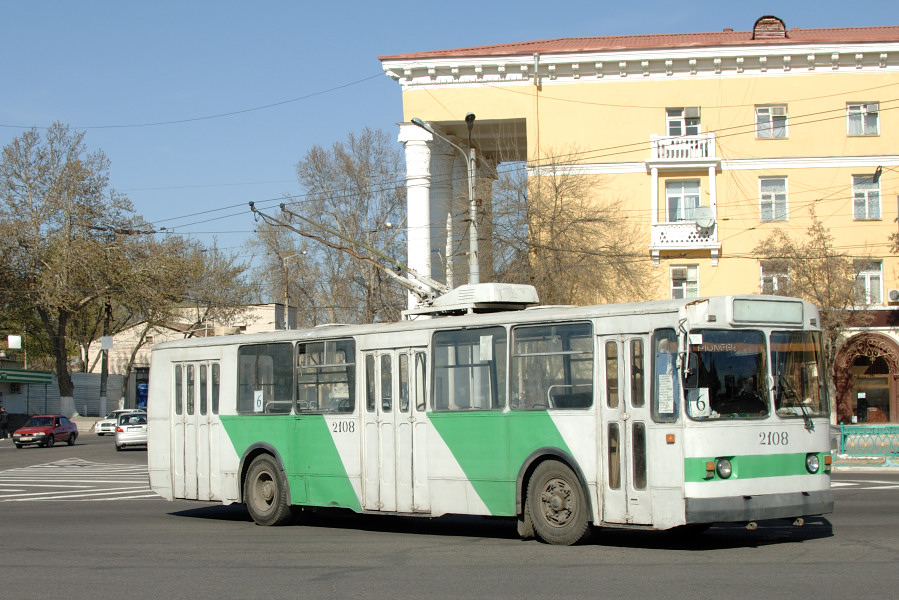
ZiU-682V in Taschkent (2010)

Die usbekischen Obusbetriebe wurden mit ZiU-9 ausgestattet, lediglich die Hauptstadt Taschkent erhielt außerdem Škoda 14Tr. Der erst 1997 eröffnete Obusbetrieb in Urganch beschaffte ebenfalls Škoda 14Tr. Da alle anderen usbekischen Obusbetriebe stillgelegt wurden, sind heute in Usbekistan keine ZiU-9 mehr im Einsatz.
Belarus
Alle belarussischen Obusbetriebe erhielten zu sowjetischen Zeiten ZiU-9, danach wurden Obusse aus landeseigener Produktion bevorzugt.

### Exporte in RGW-Staaten
Einige Staaten des Rats für gegenseitige Wirtschaftshilfe (RGW) hatten eine eigene Obusproduktion, darunter Rumänien, die Tschechoslowakei sowie später auch Ungarn und Polen. Die Übrigen wurden meist mit Škoda-Obussen aus tschechoslowakischer oder Ikarus-Obussen aus ungarischer Produktion ausgerüstet. ZiU-9, für den Export als ZiU-682 bezeichnet, kamen daher nicht in allen RGW-Ländern zum Einsatz. In der DDR, in Rumänien, in der Tschechoslowakei und in Vietnam waren sie beispielsweise nie anzutreffen.
Bulgarien
Am 4. Oktober 1985 erhielt der Obusbetrieb in Plewen erstmals sieben ZiU-682. In späteren Jahren erhielten auch die Hauptstadt Sofia sowie die Provinzstädte Plowdiw, Russe, Burgas, Stara Sagora, Chaskowo, Schumen, Wraza, Weliko Tarnowo und Gabrowo Fahrzeuge dieses Typs. Insgesamt wurden bis 1991 471 von ihnen nach Bulgarien geliefert. Der Obusbetrieb von Pasardschik erhielt 2006 mit dem Obus 18 ein Fahrzeug aus der ZiU-682G-016.02/.03-Reihe, das zuvor als Messe-Ausstellungsstück in Plowdiw diente.
Jugoslawien
Auch die Sozialistische Föderative Republik Jugoslawien, ihrerseits nur mit dem RGW assoziiert, erhielt ZiU-682. Dort bekam der Oberleitungsbus Belgrad zwischen 1979 und 2000 insgesamt 154 Wagen, darunter zwei die 1999 zwecks Embargoumgehung über Sofia importiert wurden. Außerdem erhielt die Stadt 2005 weitere 30 Gebrauchtfahrzeuge aus Athen.
Mongolei
In Ulaanbaatar wurde am 29. Oktober 1987 der Obusbetrieb mit ZiU-682 eröffnet. Die nach Ulaanbaatar gelieferten Obusse wurden als ZiU-682S (ЗиУ-682С) bezeichnet und aufgrund der klimatischen Verhältnisse des Einsatzorts mit zusätzlicher Fahrerplatzbeheizung sowie verstärkter Isolierung der Wände und des Dachs ausgerüstet.
Polen
Bei den polnischen Obusbetrieben war der ZiU-682 Standardfahrzeug, bis ab 1980 mit dem in Jelcz-Laskowice gebauten Jelcz PR110E ein Obus aus landeseigener Produktion zur Verfügung stand. ZiU-692 wurden an die Obusbetriebe in Gdynia, Lublin, Słupsk, Tychy (24 Stück) und Warschau geliefert. Die Lieferungen an Polen wurden als ZiU-682UP (ЗиУ-682УП) bezeichnet.
In Polen werden im regulären Verkehr keine ZiU-682 mehr eingesetzt. In Lublin wird jedoch die Touristiklinie „T“ mit einem ZiU-9 betrieben.
Ungarn

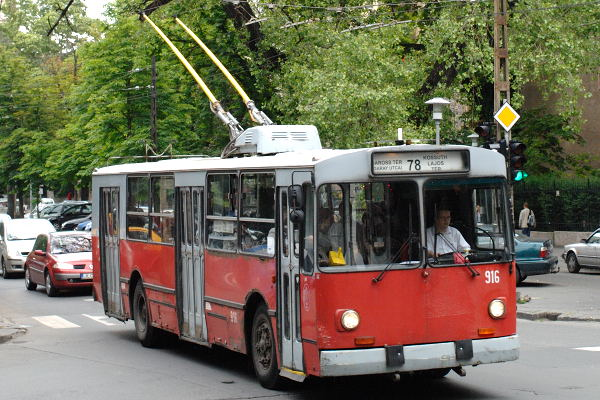
ZiU-9 916 in Budapest (2006)

In Ungarn war der ZiU-682 unter der landesspezifischen Bezeichnung „ZiU-682UV“ (ЗиУ-682УВ) Standardfahrzeug, bis ab 1980 die Firmen Ganz und Ikarus die Produktion des Ikarus 280T aufnahmen. Da aus ungarischer Produktion ausschließlich dreiachsige Gelenkobusse zur Verfügung standen, wurde der Bedarf an zweiachsigen Obussen weiterhin mit ZiU-682 gedeckt.
ZiU-682 waren bei allen drei ungarischen Obusbetrieben im Einsatz, 173 gingen an den Oberleitungsbus Budapest, 44 nach Szeged und 34 nach Debrecen.
Teilweise fielen sie durch aus der Fahrzeugfront ragende Scheinwerfer auf, während ansonsten die Scheinwerfer versenkt angeordnet sind. In Budapest und Szeged wurden die Einsätze der ZiU-682 bereits beendet.

### Exporte in Staaten außerhalb des RGW
Exporte in Länder außerhalb des RGW waren von der Anzahl her unbedeutend im Vergleich zur Gesamtproduktion. In erster Linie wurde der Obusbetrieb in Athen mit ZiU-682 ausgerüstet. Daneben wurden ZiU-682 auch an Obusbetriebe in Argentinien und Kolumbien geliefert. In Finnland wurden drei ZiU-682 getestet.
Argentinien

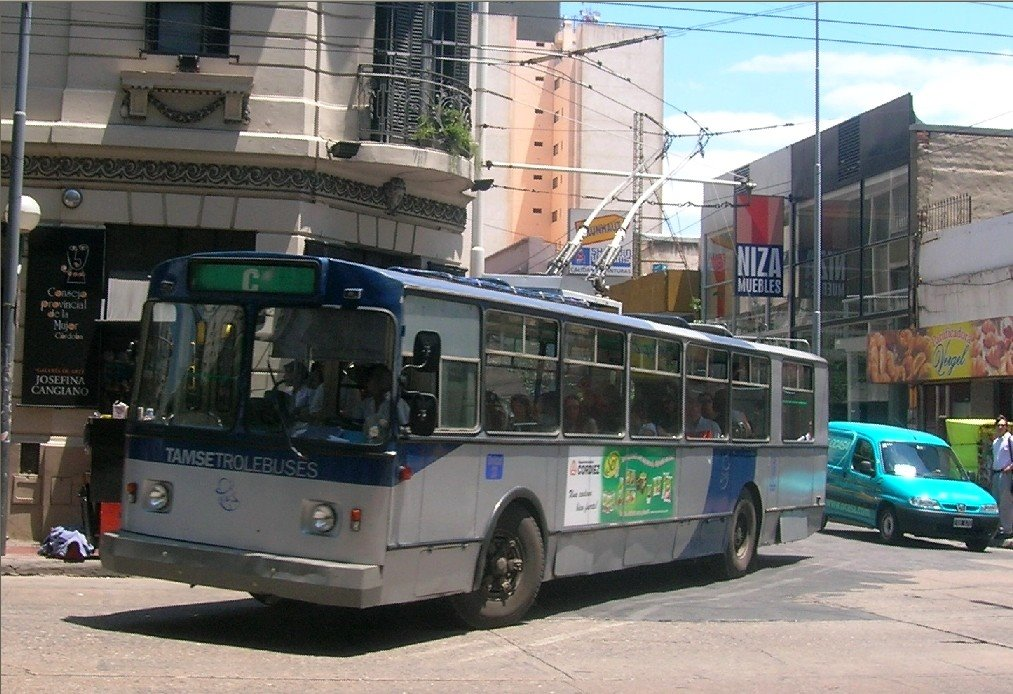
Ein ZiU-682 in Córdoba (2007)

Der Obusbetrieb von Rosario erhielt 1980 fünf ZiU-682. Sie waren aufgrund ihrer Störanfälligkeit nur bis Mitte der 1980er Jahre im Einsatz.
Der Obusbetrieb von Córdoba wurde 1989 mit 32 ZiU-682 in zweitüriger Ausführung und zwölf ZiU-683 eröffnet. Der weitere Ausbau des Fahrzeugbestands erfolgte aber mit Obussen aus der Volksrepublik China.
Weitere fünf ZiU-682 gingen 1984 nach Mendoza, sie wurden 2009 nach Córdoba verkauft.
Äthiopien
Für einen vorgesehenen Obusbetrieb in der Hauptstadt Addis Abeba wurden im August 2007 zwei ZiU-682G-016 (012) P geliefert. Der Aufbau eines Montagewerks unter Beteiligung von Trolsa mit zunehmenden lokalen Eigenfertigungsanteil wurde angekündigt, kam aber ebenso wenig zustande wie das Obusnetz in Addis Abeba.
Finnland
Im Mai 1973 erhielt der Obusbetrieb in Helsinki drei ZiU-682 zu Testzwecken. Eine Serienbeschaffung erübrigte sich durch die Stilllegung des Betriebs 1974.
Griechenland

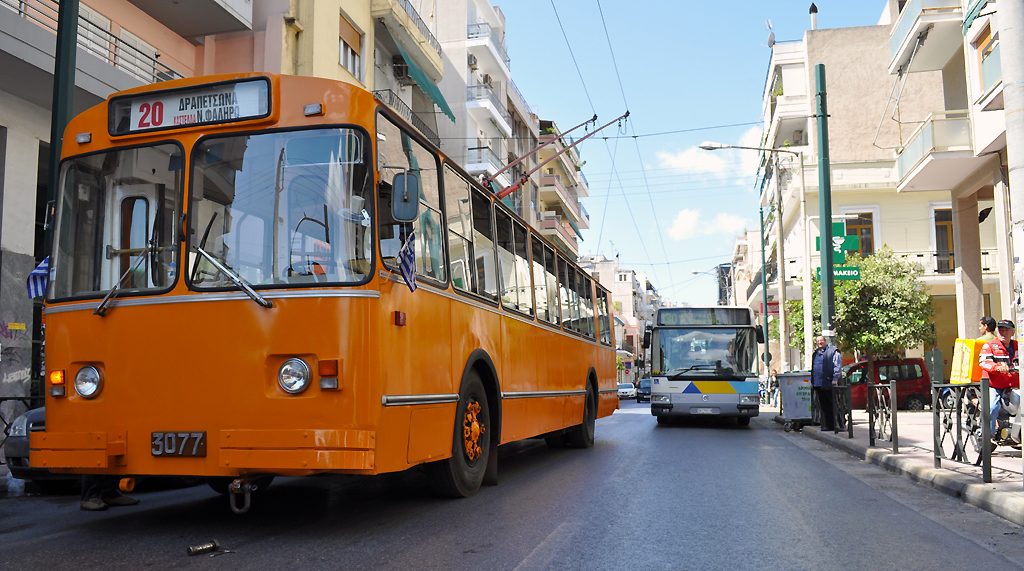
Athener Museumswagen 3077 (2012)

Bereits ab 1977 wurde der Obusbetrieb Athen mit 358 ZiU-682 ausgerüstet (zuzüglich eines ZiU-10-Gelenkwagens), dies war die größte Serie außerhalb Russlands. Die nach Griechenland gelieferten Wagen wurden als ZiU-682UG (ЗиУ-682УГ) bezeichnet. Die Athener ZiU-682 wichen im Laufe ihrer Einsatzzeit am stärksten im äußeren Erscheinungsbild der Normalausführung ab, unter anderem wurden geteilte Stoßstangen und geteilte Fenster eingebaut. Die Sitzanordnung wich teilweise bereits ab Werk durch vermehrten Einbau von Sitzen in Längsanordnung ab. Ein großer Teil der Athener ZiU-682 gelangte nach dem 2003/2004 erfolgten Ersatz durch Neufahrzeuge nach Belgrad sowie an verschiedene georgische Obusbetriebe. Letztere gingen überwiegend nach Tiflis, wurden aber später teilweise an die Provinzbetriebe weitergereicht. Insgesamt sind drei Wagen museal erhalten, zwei davon in Piräus, ein weiterer, Wagen 5088, wurde für das East Anglia Transport Museum in Großbritannien aufbereitet. Als Besonderheit hatten die Athener Wagen Übersetzfenster statt der ansonsten üblichen Schiebefenster im oberen Fensterdrittel.
Kolumbien
Mitte der 1970er Jahre beschaffte der Obusbetrieb von Bogotá, der bereits 1967 59 ZiU-5 erhalten hatte, 75 ZiU-682. Sie waren bis zur Einstellung des Betriebs 1991 im Einsatz.
| |  |
| ZiU-682G-Doppeltraktionen in Krasnodar (2008), links eine komplette Doppeltraktion, rechts ein geführter ZiU-682G |  |

## Doppeltraktionen
Die dreiachsige Variante des ZiU-9 stand erst ab 1986 unter der Typenbezeichnung ZiU-10 (ЗиУ-10) bzw. ZiU-683 (ЗиУ-983) zur Verfügung. Daher griff man 1972 in Moskau die bereits seit 1966 in Kiew und anderen Städten mit älteren Obustypen erfolgreiche Praxis des Einsatzes von Oberleitungsbusdoppeltraktionen auf und führte entsprechende Versuche durch. In Moskau wurde diese Betriebsform jedoch nicht für den Regelbetrieb übernommen. Die ersten Doppeltraktionen aus ZiU-9 im regulären Betrieb gab es seit 1981 in Alma-Ata (heute Almaty). Leningrad (heute Sankt Petersburg) übernahm diese Praxis 1982, Gorki (heute Nischni Nowgorod) 1983. 1986 wurden ZiU-9-Doppeltraktionen in Kuibyschew (heute Samara), Tschita und Omsk in Betrieb genommen, 1989 folgten Nowosibirsk, Donezk und Charkiw. 1990 kamen Cherson, Mykolajiw und Odessa hinzu, 1991 Toljatti, Kemerowo und Krasnodar. 1994 wurden in Tscheljabinsk zwei Doppeltraktionen gebildet, und 1998 kam als letzter Betrieb Altschewsk mit einer Doppeltraktion hinzu. Seit dem Einsatzende der Doppeltraktionen in Donezk 2008 waren nur noch einige wenige in Krasnodar im Einsatz. Dort endete der Einsatz der letzten ZiU-9-Doppeltraktionen zum Jahresende 2013.
Bei den ZiU-9 in Doppeltraktionen waren sowohl das führende als auch das geführte Fahrzeug einzeln nicht mehr einsetzbar. Die Stromabnahme erfolgte durch den hinteren ZiU-9, das führende Fahrzeug wurde hierbei durch ein Starkstromkabel versorgt.

## Verwandte Bauarten

### ZiU-8
1973 wurden zwei Prototypen des ZiU-8 (ЗиУ-8) gebaut (auch als ZiU-5250 ЗиУ-5250 bezeichnet). Diese verwendeten den Wagenkasten der Nullserie des ZiU-9, waren aber Omnibusse mit Dieselmotor. 1975 entstand ein weiterer Prototyp mit veränderter Front. Zu einer Serienfertigung kam es nicht.

### ZiU-10
1978 wurde der Prototyp einer Gelenkwagenausführung des ZiU-9 gebaut. Diese wurde erst ab 1986 auf Basis des ZiU-682GV als ZiU-10 (ЗиУ-10) beziehungsweise ZiU-683 (ЗиУ-683) serienmäßig gebaut. Die Fahrzeuglänge beträgt 18,13 Meter. Etwa 1000 Stück wurden bis 1993 gebaut, als er durch den nur wenig veränderten ZiU-6205 (ЗиУ-6205) auf Basis des ZiU-682G abgelöst wurde.

### ZiU-11
Zum Vorgängertyp ZiU-5 war versuchsweise und praktisch erfolglos auch eine um ein Fensterfeld verkürzte Bauart als ZiU-7 angeboten worden. Dieses Prinzip wurde auch bei der Projektierung des ZiU-9 wieder aufgegriffen. Der ZiU-11 entsprach im Wesentlichen dem ZiU-9, hatte ebenfalls drei Türen, das Fensterfeld hinter der ersten Tür entfiel. Lediglich sieben ZiU-11 wurden gebaut.
|                                                                           |  |
| Umbauvarianten des Hecks in Miass (links, 2008) und Donezk (rechts, 2007) |  |

## Umbauten
Aufgrund Ersatzteilmangels wurden bei Wartungsmaßnahmen teilweise Vereinfachungen an den Obussen vorgenommen. In einigen Einsatzorten (insbesondere in Donezk und Lublin) wurde die große Heckscheibe durch eine kleinere Scheibe ohne Wölbung ersetzt und die Restfläche verblecht.

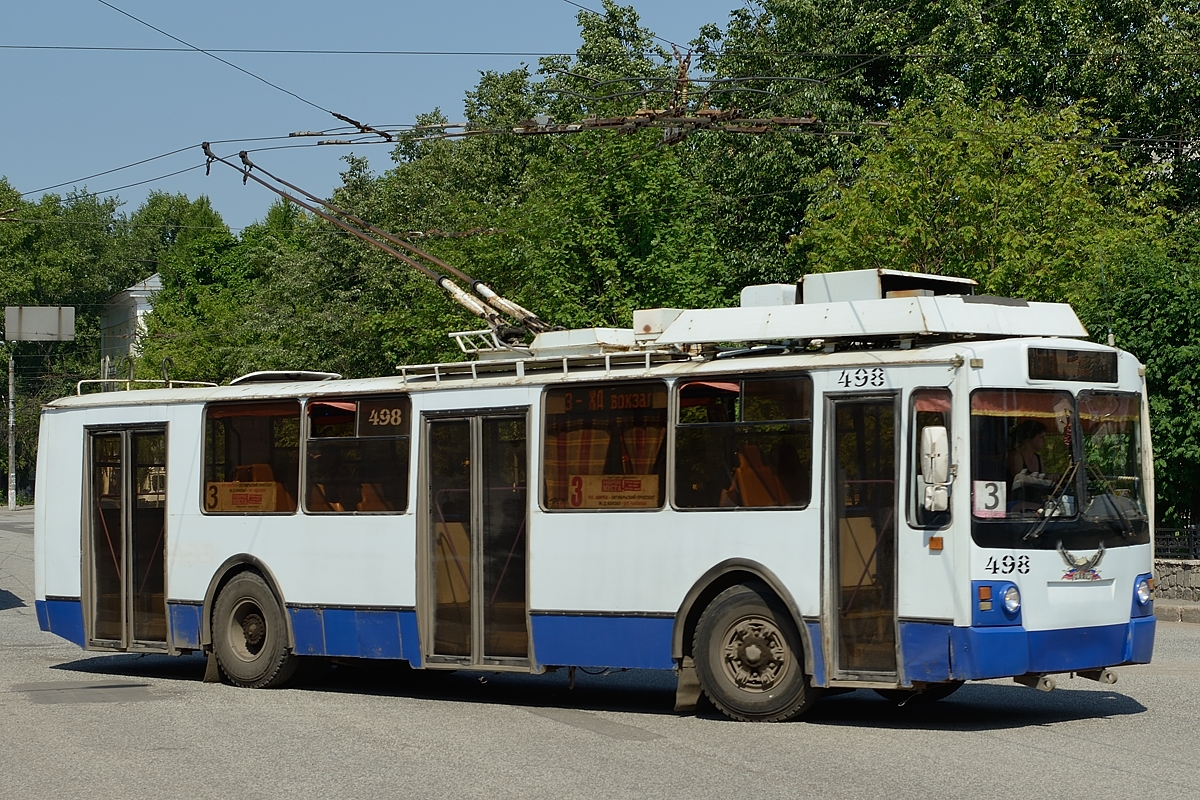
ZiU-682 KR Iwanowo in Kirow (2015)

Neben lokalen Umbauten wurden ZiU-9 ab 1999 in Iwanowo auch zentralisiert und standardisiert modernisiert. Hier für wird die Bezeichnung „ZiU-682 KR Iwanowo“ (ЗиУ-682 КР Иваново) verwendet („KR“ steht für „kapitalny remont“, deutsch „Großreparatur“). In allen Fällen wurde die elektrische Ausrüstung auf das Dach verlegt. Der Wagenkasten blieb zunächst unverändert, später wurde die Stoßstange abgeflacht, in der aktuellen Ausführung werden auch neue Türen eingebaut.
Einzelne ZiU-9 in Athen erhielten eine Rollstuhlhebebühne an der mittleren Tür.
Ab den 1990er Jahren, als die Verkehrsbetriebe in der ehemaligen Sowjetunion den Nachschub von Neufahrzeugen nicht mehr so großzügig finanzieren konnten wie zuvor, wurden auch umfassendere Reparaturarbeiten vorgenommen. Hierzu zählte insbesondere auch der Austausch kompletter Wagenkästen. Diese stammten zunächst vom Herstellerwerk, später übernahmen auch regionale Werkstätten die Herstellung der Wagenkästen. Hierbei wurden teilweise auch Modifikationen vorgenommen, z. B. wurden bei einigen Moskauer ZiU-682G Teile der elektrischen Ausrüstung auf das Dach verlegt und der Wagenkasten entsprechend angepasst.
Diese Umbauten mit neuen Wagenkästen wurden auch noch nach Produktionsende des ZiU-9 durchgeführt, Trolsa hatte auch noch 2015 Ersatzwagenkästen für den ZiU-9 im Angebot. 2015 entstand so noch ein ZiU-682G-016.05 für Naltschik.
Im kasachischen Almaty wurden von der Firma Almatyelektrotrans ZiU-9 mit neuen Aufbauten versehen, die keinerlei Ähnlichkeit mit den Ursprungsfahrzeugen hatten. Diese Obusse werden als TP KAZ 398 bezeichnet.
2015 wurde in Sewastopol der ZiU-682V-012 1167 des Baujahrs 1989 im Zuge einer Modernisierung mit einer Batterie mit einer Reichweite von 30 Kilometern für den Einsatz auf der teilweise fahrleitungslosen neu eingerichteten Linie 22 ausgerüstet.

## Nachbauten
Nicht immer eindeutig von den Umbauten mit Neubauwagenkasten zu unterscheiden sind die Nachbauten durch die Anbieter solcher Ersatzwagenkästen. Teilweise entsprechen sie den originalen ZiU-9, teilweise werden herstellerspezifische Änderungen vorgenommen. Viele Hersteller entwickelten aus den ZiU-9-Nachbauten eigenständige Modelle, diese werden nicht in der Tabelle genannt.
| Bezeichnung               | Hersteller                                          | Ort                      | Baujahre  | Bemerkungen                                                |
| ------------------------- | --------------------------------------------------- | ------------------------ | --------- | ---------------------------------------------------------- |
| AKSM-100 (АКСМ-100)       | Belkommunmasch                                      | Minsk (Belarus)          | 1993–1994 | entspricht weitgehend dem ZiU-682G                         |
| AKSM-101 (АКСМ-101)       | Belkommunmasch                                      | Minsk (Belarus)          | 1994–1997 | mit Hilfsgenerator für Kleinspannungsanlage                |
| AKSM-101A (АКСМ-101А)     | Belkommunmasch                                      | Minsk (Belarus)          | 1996–1999 | verstärkter Motor                                          |
| AKSM-101M (АКСМ-101М)     | Belkommunmasch                                      | Minsk (Belarus)          | 1996–2002 | Scheinwerfer in Stoßstange integriert                      |
| AKSM-101PS (АКСМ-101ПС)   | Belkommunmasch                                      | Minsk (Belarus)          | 1997–2003 | wie AKSM-101M, mit statischem Spannungsumwandler           |
| WMZ-100 (ВМЗ-170)         | Wologodski Mechanitscheski Sawod                    | Wologda (Russland)       |           | entspricht weitgehend dem ZiU-682V                         |
| WMZ-170 (ВМЗ-170)         | Wologodski Mechanitscheski Sawod                    | Wologda (Russland)       | ab 1997   | wie WMZ-100, elektrische Ausrüstung teilweise auf dem Dach |
| BTZ-5201 (БТЗ-5201)       | Baschkirski Trolleibusny Sawod                      | Ufa (Russland)           |           | entspricht weitgehend dem ZiU-682G                         |
| BTZ-5276 (БТЗ-5276)       | Baschkirski Trolleibusny Sawod                      | Ufa (Russland)           | 1998–2000 | elektrische Ausrüstung teilweise auf dem Dach, neue Türen  |
| WZTM-5284 (ВЗТМ-5284)     | Wolgogradski Sawod Transportnowo Maschinostrojenija | Wolgograd (Russland)     | 2001–2006 | veränderte Front, neue Türen                               |
| Dnipro-E187 (Дніпро-Е187) | Dnipropetrowski Remontni Sawod Elektrotransportu    | Dnipropetrowsk (Ukraine) | 2007–2009 | entspricht dem ZiU-682G-016.02                             |
| ST-682G (СТ-682Г)         | Sibirski Trolleibus                                 | Nowosibirsk (Russland)   |           | entspricht verschiedenen Trolsa-Typen                      |